# Maxime Ier de Constantinople
Maxime Ier de Constantinople est évêque de Constantinople vers 380.

## Contexte
Maxime est brièvement  évêque de Constantinople. Il mentionné par Venance Grumel dans la liste des patriarches de Constantinople publiée dans son ouvrage, qui place son épiscopat vers 380.